# Фантагиро 3
Фантагиро 3 (или Пещерата на Златната Роза 3) е втората част от телевизионната поредица за Принцеса Фантагиро. Режисирана е от Ламберто Бава и е с участието на Алесандра Мартинес в главната роля. Първоначално е излъчен през 1993 в две части. Ким Роси Стюърт, който играе герой в първите две части, отново се завръща, но ролята му е доста редуцирана.

## Резюме
Внимание:  Текстът по-долу разкрива сюжета на произведението (или части от него)!
Злият магьосник Тарабас е научил, че има пророчество, че кралско дете, не по-голямо от десет години ще унищожи злото му кралство. Шокиран, че не е непобедим, той изпраща своите глинени войници да отвлекат всички кралски деца в света. Неговата майка, Кселесия, не одобрява това, но Тарабас е обсебен да научи как точно ще бъде победен. Сред децата, които той иска да отвлече са и тези на Каролина и Катерина, сестрите на Фантагиро.
Фантагиро и Ромуалдо опазват бебетата от глинените войници, но по време на битката, Ромуалдо пада в прокълната река и се превръща в каменна статуя. Фантагиро търси помощ от Кралицата на Елфите за да съживи Ромуалдо, но ѝ казват, че само „Невъзможната целувка“ (т.е. целувката на Тарабас) може да го освободи.
Фантагиро решава да издири Тарабас като проследи неговите глинени войници. Когато тя вижда, че те атакуват друг замък, се намесва. Въпреки това, тя закъснява и не успява да спси Кралят, който, издъхвайки, я моли да се грижи за дъщеря му, принцеса Смералда. Фантагиро се съгласява и отвежда Смералда на сигурно място.
Тарабас, който научава търсенето на Фантагиро, нарочно пресича пътя си с нейния, докато те двете със Смералда пътуват през гората. Той твърди, че е обикновен скитник и те се съгласяват да направят заедно лагер за през нощта. Въпреки че Смералда е подозрителна, Фантагиро не заподозира нищо. Докато те спят, Тарабас е изпълнен с желание да целуне Фантагиро, но когато я приближава, той започва да се превръща в отвратителен звяр.
Тарабас избягва от лагера, но щом го прави, той отново се връща в човешката си форма. Пред него се изправя Кселесия, която му обяснява, че черната магия в него не му позволява да се влюби и щом опита да целуне любимата си, той ще се превърне в звяр и ще я изяде.
Фантагиро и Смералда продължават своето пътуване и се срещат с Гръм и Светкавица, които имат нов план да намерят Тарабас. Те съживяват Черната Вещица и задържат сърцето ѝ в залог, че ще им помогне да го открият. Тя неохотно се съгласява и ги води в подземното царство на Тарабас.
Там Фантагиро е шокирана да научи, че мъжът, с когото се е сприятелила в гората, е самият Тарабас. Тарабас се съгласява да ѝ даде Невъзможната целувка, ако тя се омъжи за него. Фантагиро се съгласява. Тарабас се оковава във вериги, за да не я изяде, когато се превърне в звят и те се целуват. Магията на Невъзможната целувка е уловена от Черната Вещица, която обещава да я отнесе при Ромуалдо. Докато Фантагиро се подготвя да се омъжи за Тарабас, Гръм и Светкавица ѝ казват, че Черната Вещица е нарушила обещанието си и силата на Невъзможната целувка отслабва.
Тарабас се съгласява да пусне Фантагиро, ако тя обещае да се върне при него. Фантагиро обещава и тръгва след Черната Вещица, но е твърде закъсняла. Въпреки че Ромуалдо не може да бъде съживен, Фантагиро спазва своето обещание и се връща при Тарабас. Но в сърцето на злия магьосник има промяна и той я пуска да си отиде, разбирайки че това е единствения начин да докаже любовта си към нея. Нова Невъзможна целувка е създадена, когато Тарабас целува Смералда, за която също е загрижен. Тази втора целувка съживява Ромуалдо, и двойката най-после се жени и осиновява Смералда.

## Участват
| Актьор             | Роля                |
| ------------------ | ------------------- |
| Алесандра Мартинес | Фантагиро           |
| Урсула Андрес      | Кселесия            |
| Никълъс Роджърс    | Тарабас             |
| Елена Д'Иполито    | Смералда            |
| Ким Роси Стюърт    | Ромуалдо            |
| Бриджит Нилсън     | Черната Вещица      |
| Ленка Кубалкова    | Гръм                |
| Якуб Жденек        | Светкавица          |
| Анна Гейслерова    | Кралицата на елфите |

## Дублажи

### Диема Вижън (телевизионна версия)
| Преводач            | Йорданка Василева                                                            |
| Тонрежисьор         | Стефан Дучев                                                                 |
| Режисьор на дублажа | Димитър Кръстев                                                              |
| Озвучаващи артисти  | Даниела Йорданова Ани Василева Николай Николов Петър Чернев Здравко Методиев |

### Диема Вижън (касета)
| Преводач           | Василка Николова                                                                 |
| Тонрежисьор        | Димитър Кръстев                                                                  |
| Озвучаващи артисти | Красимира Казанджиева Нели Топалова Красимир Куцупаров Сава Пиперов Асен Зидаров |

|  | Тази страница частично или изцяло представлява превод на страницата Fantaghirò 3 в Уикипедия на английски. Оригиналният текст, както и този превод, са защитени от Лиценза „Криейтив Комънс – Признание – Споделяне на споделеното“, а за съдържание, създадено преди юни 2009 година – от Лиценза за свободна документация на ГНУ. Прегледайте историята на редакциите на оригиналната страница, както и на преводната страница, за да видите списъка на съавторите. ВАЖНО: Този шаблон се отнася единствено до авторските права върху съдържанието на статията. Добавянето му не отменя изискването да се посочват конкретни източници на твърденията, които да бъдат благонадеждни. |